# Serge Aurier
Serge Alain Stephane Aurier (* 24. Dezember 1992 in Ouragahio, Fromager) ist ein ivorischer Fußballspieler. Der rechte Verteidiger war A-Nationalspieler.

## Hintergrund
Der Vater des in Ouragahio geborenen Serge Aurier war selbst Fußballprofi und war in der ivorischen Liga dreimal Torschützenkönig. Im Alter von 10 Jahren ging Serge, der von Michel Aurier, dem neuen Freund seiner Mutter, adoptiert wurde, nach Frankreich, besitzt allerdings nicht die französische Staatsbürgerschaft.

## Karriere

### Vereine
Aurier begann seine Karriere bei Stade d’Abidjan. Nachdem er nach Frankreich gezogen war, spielte er zunächst für den FC Villepinte in Villepinte im Pariser Ballungsraum, bevor er nach Nordfrankreich in die Fußballschule des RC Lens wechselte. Dort rückte er zur Saison 2009/10 in den Kader der ersten Mannschaft auf. Am 13. Januar 2009 gab Aurier in der Ligue 2 im Spiel gegen den FC Lorient sein Profidebüt. 2012 wechselte er zum FC Toulouse.
Zur Saison 2014/15 wechselte Aurier auf Leihbasis zu Paris Saint-Germain. Mit dem Verein gewann er am 2. August 2014 durch einen 2:0-Sieg gegen EA Guingamp die Trophée des Champions, kam selbst jedoch nicht zum Einsatz. Ende April 2015 nutzte Paris SG eine Kaufoption und band Aurier bis zum 30. Juni 2019 an sich. Mit dem Verein gewann er in der Saison die Meisterschaft, den Coupe de France und die Coupe de la Ligue. Bei seinem ersten Champions-League-Einsatz am 30. September 2015 erzielte er beim 3:0-Sieg bei Schachtar Donezk das Tor zum 1:0.
Nachdem PSG mit Dani Alves einen Konkurrenten als Rechtsverteidiger verpflichtet hatte, wechselte Aurier am 31. August 2017 in die Premier League zu Tottenham Hotspur. Er erhielt einen Vertrag bis zum 30. Juni 2022. Nach 17 bzw. 8 Einsätzen in den ersten beiden Spielzeiten, wurde er in der Premier League 2019/20 in 33 Spielen für den Tabellensechsten eingesetzt.
Anfang Oktober 2021 wechselte er nach Spanien zum FC Villarreal. Nachdem er in der Primera División 2021/22 in 19 Spielen für den Verein aktiv gewesen war, wechselte der 29-Jährige Anfang September 2022 zum englischen Premier-League-Aufsteiger Nottingham Forest. Knapp anderthalb Jahre später verpflichtete der türkische Erstligist Galatasaray Istanbul den Verteidiger mit einem Vertrag bis zum Saisonende 2023/24. Aurier wurde am Ende der Saison türkischer Meister und kam zu vier Liga-Einsätze.

### Nationalmannschaft
Am 8. Juni 2013 debütierte Aurier beim 3:0-Sieg gegen Gambia für die ivorische Nationalmannschaft. 2014 wurde er für die Weltmeisterschaft in Brasilien in den Kader seines Landes berufen und kam in allen drei Vorrunden-Spielen gegen Japan (2:1), Kolumbien (1:2) und Griechenland (1:2) zum Einsatz, konnte das Ausscheiden seiner Mannschaft aber nicht verhindern. Für die Afrikameisterschaft 2015 wurde er von Trainer Hervé Renard in den ivorischen Kader berufen. Dabei kam er in allen sechs Spielen seiner Mannschaft zum Einsatz und wurde am 8. Februar 2015 durch einen Finalsieg im Elfmeterschießen gegen Ghana Afrikameister. Am 11. Januar 2017 erzielte Aurier beim 3:0-Sieg im Freundschaftsspiel gegen Uganda sein erstes Länderspieltor.

## Erfolge
Paris Saint-Germain
- Französischer Supercupsieger: 2014, 2015, 2016
- Französischer Meister: 2015, 2016
- Französischer Pokalsieger: 2015, 2016, 2017
- Französischer Ligapokalsieger: 2015, 2016, 2017

Galatasaray Istanbul
- Türkischer Meister: 2024

Nationalmannschaft
- Afrikameister: 2015, 2024

## Kontroversen
Nachdem Mitte Februar 2016 ein Video von Aurier aufgetaucht war, in dem er seinen Trainer Laurent Blanc sowie seine Teamkollegen Zlatan Ibrahimović und Ángel Di María beleidigt hatte, wurde er vom Verein bis Mitte März 2016 suspendiert.
Ende Mai 2016 wurde Aurier nach einer tätlichen Attacke gegen einen Polizisten inhaftiert. Am 26. September 2016 wurde er dafür von einem Gericht in Paris (tribunal correctionnel de Paris) zu einer Freiheitsstrafe von zwei Monaten verurteilt. PSG teilte in einer Stellungnahme mit, dass Aurier Berufung eingelegt habe und dass bis zu einer Entscheidung des Appellationsgerichts die Unschuldsvermutung für ihn gelte.